# Біосеміотика
Біосеміо́тика (bios — життя + semion — sign, знак)  — наука, що досліджує властивості знаків і знакових систем (знакові процеси) в живих системах.

## Наукова концепція
Перші основні концепції біосеміотики (до введення терміну) сформулював в 1940 році у своїх роботах німецький біолог, що жив у Естонії — Якоб фон Ікскюль (нім. Jakob von Uexküll). Сам термін «біосеміотика» з'явився значно пізніше, в 1963 році: вперше його ввів у науковий обіг фахівець з  нейроанатомії, медичної психології і психіатрії Ротшильд.

## Область досліджень
Джаспер Гоффмейєр, провідна фігура в новій області біосеміотики, і його данські колеги дають наступні визначення:

| Біосеміотика — це міждисциплінарна область теоретичних і емпіричних досліджень, що аналізують комунікації і значення, смисли в живих системах. Знакові процеси, в масштабах від молекулярних до екологічних і еволюційних, вивчалися протягом всієї історії біології, однак при цьому описи інформаційно-комунікативних аспектів живих систем дуже часто вважали лише метафоричними, гадаючи, що суть їх можна зрозуміти за допомогою фізичних і хімічних описів. У біосеміотиці, навпаки, інформаційні знакові процеси розглядаються як одвічна, базова система феноменів життя, що вимагає нового розуміння. Між біологією і семіотикою (вивченням смислів і значень динамічних кодів і взаємопов'язаних знакових процесів) виникають і розвиваються все більш глибинні взаємодії. Вже очевидно, що наявність знаків, значень і смислів — специфічна фундаментальна особливість живих систем, включаючи розумні, — починаючи з їх молекулярної організації. Таким чином, біосеміотика може стати основою як для семіотики, так і для біології. |
| Біосеміотика — досить самостійна і відносно замкнута область міждисциплінарних досліджень, яка лежить на перетині біології і семіотики й займається вивченням властивих організмам знакових систем. Останні характеризуються наявністю у них плану вираження і плану змісту, між якими існує причинно не детермінований зв'язок. В результаті знаковим системам властиві явища синонімії і омонімії. Біосеміотика досліджує знакові системи різних рівнів — молекулярно-біологічного (генетичний код), внутрішньоклітинного (сигнальні пептиди), міжклітинної (медіатори, імунні взаємодії), внутрішньоорганізменного (гормони, умовно-рефлекторні реакції) і міжорганізменного (телергони, феромони, аттрактанти). <...> Біосеміотика покриває всю проблематику, пов'язану з проблемою існування мови і мислення у тварин. |